# Xanthoria tenax
Xanthoria tenax är en lavart som beskrevs av L. Lindblom. Xanthoria tenax ingår i släktet Xanthoria och familjen Teloschistaceae.   Inga underarter finns listade i Catalogue of Life.